# A katona története
A katona története (L'Histoire du soldat) kamaraopera, amely a zene, a színház és a tánc kísérleti összekapcsolásának eredménye három színész által „olvasva, játszva és táncolva”, hangszeres szeptettel kísérve. A darabot Igor Sztravinszkij és a svájci Charles-Ferdinand Ramuz alkotta egy orosz népmese alapján, amit Alekszandr Nyikolajevics Afanaszjev gyűjtött.
A librettó egy parabolája (példabeszéde) egy katonának, aki a hegedűjét az ördögnek adja el, amiért cserébe korlátlan gazdasági hasznot, bevételt kap. A zene szeptettre van írva: hegedű, nagybőgő, klarinét, fagott, kornett (gyakran trombita játssza), harsona és egy ütőshangszer. A történetet három színész meséli el: a katona, az ördög és egy narrátor, aki többször magára ölti a kisebb szereplők szerepét. A táncos a herceg non-verbális részét játssza el, és lehetnek mellette, vele háttértáncosok is. A teljes előadás körülbelül egy órát tart.
Az eredeti francia szöveget, amit Ramuz írt, Michael Flanders és Kitty Black fordította angol nyelvre, míg németre Hans Reinhardt.
A zene hétköznapinak mondható, változó ütemmel. Az együttest többnyire karmester vezényli, de előfordul, hogy anélkül adják elő. A premier 1918. szeptember 28-án volt Lausanne-ban, Ernest Ansermet vezénylésével. Edward Clark brit karmester, aki Sztravinkszkij barátja és Ansermet segédje volt a Ballets Russes-ben, vezényelt darab a brit premierjén 1926-ban, Newcastle upon Tyne-ban.
Sztravinszkij fő segédje a mű bemutatásában Werner Reinhart, egy svájci filantróp volt, aki nagyban szponzorálta és segítette a mű premierjét. Hálából Sztravinszkij neki dedikálta a művét, és neki adta az eredeti kéziratot. Reinhart 1919-ben más vonatkozásban is segítette Sztravinszkijt, például finanszírozott egy kamarazene-koncertsorozatot, amely egy koncertszvitet is tartalmazott A katona történetéből – öt tételt klarinétre, hegedűre és zongorára átírva. A hangszerelés egyfajta tisztelgés volt Reinhart felé, aki kiváló amatőr klarinétos volt. Ez a koncertszvit először 1919. november 8-án szólalt meg Lausanne-ban.

## Cselekmény

### Első rész
A mű azzal kezdődik, hogy József (Joseph), egy orosz katona a szülővárosa felé vonul a csomagjaival. Megpihen egy folyó mellett, és kotorászni kezd a csomagjában. Elsőként kivesz egy Szent József szerencsemedált, majd egy tükröt és egy képet a jegyeséről. Legvégül megtalálja azt, amit keresett: a hegedűjét. Elkezd játszani rajta. Megjelenik az ördög, aki öregembernek álcázza magát és egy pillangófogó hálót cipel magával. József nem veszi észre, és tovább játszik. Az ördög József háta mögé settenkedik és megijeszti.
Az ördög arra kéri Józsefet, hogy adja el neki a hegedűjét, de amikor az visszautasítja, akkor felajánl neki cserébe egy különleges könyvet, ami hatalmas vagyont tartalmaz. József nem érti, de az ördög meggyőzi, hogy többet ér az a könyv, mint az ő olcsó hegedűje. József észreveszi, hogy a könyv olyan eseményeket tartalmaz, amik a jövőben fognak megtörténni. Az ördög felajánlja, hogy három napig tanítja Józsefet a könyvről, ha József is megtanítja őt hegedülni. József végül elfogadja az ajánlatot, és három nap múlva az ördög hazaviszi Józsefet.
Ahogy József egyedül sétál a szülővárosa felé, valami furcsát tapasztal: mindenki elfut előle, amint meglátják. Megérkezik jegyese házához, ahol a férjével és a gyerekeivel látja őt. Rájön, hogy nem három nap, hanem három év telt el, és a város lakosai azt hiszik, hogy ő egy szellem.
József észreveszi az ördögöt, aki most szarvasmarha-kereskedőnek álcázza magát, és rátámad. Az ördög próbálja megnyugtatni Józsefet, emlékeztetve őt a könyv erejéről. József házalóként kezd dolgozni. Hamar meggazdagodik annak a tudásnak a segítségével, amit a könyvből ismert meg. Később felismeri, hogy ez a vagyon tulajdonképpen nem sokat ér, és inkább azokra a dolgokra vágyik, amelyek azelőtt megvoltak neki és másoknak. Rájön, hogy bár a szegényeknek nincs vagyonuk, mégis amikor boldogok, gazdaggá válnak. Izgatottá válik, és megoldást próbál keresni a könyvben, de nem talál semmit.
Megérkezik az ördög, most egy öreg házalóasszony képében. Elővesz pár dolgot, amit el akar adni Józsefnek: elsőként egy szerencsemedált, majd egy tükröt, egy fényképet egy nőről, végül egy hegedűt. Fel is kelti József érdeklődését, és megpróbálja megvenni a hegedűt. Az ördög átadja Józsefnek a hegedűt, de ő már nem tud játszani rajta, a hegedű nem ad ki hangot. József félredobja a hangszert és felnyitja a könyvet.

### Második rész
József elhagyja az otthonát, semmit sem visz magával. Elmegy a régi szülővárosa mellett. Megérkezik egy fogadóhoz, ahol meghallja, hogy a király lánya megbetegedett, és a hír szerint aki meg tudja őt gyógyítani, az feleségül veheti. A palota kapuja felé veszi az irányt.
Amikor megérkezik a palotához, az ördög már ott van, hegedűvirtuóznak álcázva magát. József kihúz néhány kártyát, és rögtön magabiztosságot nyer. Az ördög felfedi a jelenlétét, és mellkasához szorítva a hegedűjét gúnyolni kezdi Józsefet. A narrátor elmondja Józsefnek, hogy az ördög azért tudja befolyásolni őt, mert Józsefnél van az ördög pénze, de ha József elveszíti az összes pénzét az ördöggel vívott kártyajátékban, akkor végleg szabad lehet.
A terv működik: az ördög elbukik és József szabad lesz. Elveszi a hegedűt és játszik rajta. Diadalmasan vonul be a hercegnő lakosztályába, és egy újabb dalt játszik. A hercegnő varázslatosan felépül a zene hallatán, és táncolni kezd. József és a hercegnő megölelik egymást. Megérkezik az ördög, ez az első alkalom, amikor nem álcázza magát. József rájön, hogy a hegedűjátékával tudja legyőzni az ördögöt. Az ördög valóban nem bír ellenállni a zenének, és kimerülten a földre rogy. Kiviszik az ördögöt, és a katona és a hercegnő egymás karjaiba borulnak. Az ördög magához térve felemeli a fejét, és figyelmezteti őket, hogy ha József elhagyja a palotát, újra visszanyeri a hatalmát felette.
A Grand Choral alatt a narrátor elmondja a történet morális tanulságát.
A mű azzal végződik, hogy József átlépi a határt, amit nem lenne szabad, mert újra a felesége és az anyja mellett akar lenni. Az ördög már várta a pillanatot, amikor József megjelenik feleségénél, aki már halott. Az utolsó darab a Marche triomphale du diable/The triumphal march of the devil.

## A mű első előadásai

### Svájc
- Világpremier: Lausanne, 1918. szeptember 28., vezényelt Ernest Ansermet

### Nagy-Britannia
- Koncertszvit: 1920, London, vezényelt Ernest Ansermet
- Teljes színrevitel: 1926, Newcastle upon Tyne, Edward Clark vezénylésével
- Három teljes színrevitel Londonban, 1927 júliusában

### Franciaország
- Teljes színrevitel, Párizs, 1924

### Németország
- Frankfurt am Main és Wiesbaden, 1924, vezényelt Otto Klemperer.

### Magyarország
- Budapest, Magyar Színház Stúdiója, 1931

### Amerikai Egyesült Államok
- Balett verzió:  New York City Opera, New York State Theater, Lincoln Center, 1978. Frank Corsaro és Gardner Compton rendezése, Palló Imre vezénylésével.

### Kanada
- Narrált változat: Montréali Fesztivál, 1949
- Színpadi változat: Stratford Shakespearean Festival, 1955, rendezte Douglas Campbell

## Szövege magyarul
- Charles-Ferdinand Ramuz: Emlékeim Igor Sztravinszkijról / A katona története; ford. Kurz-Grosz Ibolya; Rózsavölgyi, Bp., 2020